# Federico de Roncali, Bá tước thứ 1 xứ Alcoy
Don Federico de Roncali y Ceruti, Bá tước thứ 1 xứ Alcoy (30 tháng 3 năm 1800, tại Cádiz – 4 tháng 4 năm 1857, tại Madrid) là nhà quý tộc, chính khách và quân nhân người Tây Ban Nha, từng giữ chức Thủ tướng Tây Ban Nha từ năm 1852 đến năm 1853.  Ông còn từng đảm nhiệm nhiều chức vụ quan trọng khác như Toàn quyền Cuba và Bộ trưởng Bộ Ngoại giao. Năm 1845, ông được bổ nhiệm làm thượng nghị sĩ trọn đời.
Alcoy là con trai thứ hai của Agustín de Roncali y Martínez de Murcia, Hiệp sĩ Dòng Santiago và vợ là María del Carmen Ceruti y Feit. Huynh trưởng của ông là Joaquín de Roncali, Hầu tước thứ 1 xứ Roncali, cũng là một chính khách nổi bật dưới thời Nữ hoàng Isabella II của Tây Ban Nha.